# Arany fakúszóbéka
Az arany fakúszóbéka vagy aranyos nyílméregbéka (Dendrobates auratus) a kétéltűek (Amphibia) osztályának békák (Anura) rendjébe, ezen belül a nyílméregbéka-félék (Dendrobatidae) családjába tartozó faj.

## Előfordulása
Kolumbia, Costa Rica, Nicaragua és Panama területén honos. Nedves és mérsékelt égövi őserdők lakója. Az Amerikai Egyesült Államok Hawaii államának területére betelepítették.

## Megjelenése
Testhossza 3-4 centiméter, testtömege 10 gramm.

## Életmódja
Apró rovarokkal és gerinctelenekkel táplálkozik.

## Szaporodása
A nőstény lerakja a petéket, melyre a hím vigyáz.